# Sadeq Chubak
Sādeq Chubak o Sādegh Choubak (del persa: صادق چوبک) Būšehr, 5 de agosto de 1916 - Berkeley, 3 de julio de 1998) fue un autor iraní de ficción corta, drama y novelas. Sus cuentos se caracterizan por su complejidad, economía de detalles y concentración en un tema único, lo que lleva a algunos a compararlos con las pinturas de la miniatura persa. Choubak era un naturalista, y sus novelas reflejaban el lado oscuro de la sociedad. Era un amigo muy cercano de Sadegh Hedayat que era un escritor influyente en ese momento. Muchas de sus obras están actualmente prohibidas.

## Biografía
Sadeq Chubak nació en Bushehr, donde estudió por primera vez antes de mudarse a Shiraz y luego a Teherán. Durante algún tiempo fue empleado del Ministerio de Educación y la Compañía Petrolera. Ampliamente considerado como el mejor escritor naturalista en la literatura persa, ha escrito una gran cantidad de obras, incluidas novelas, cuentos y obras de teatro. Las historias recopiladas Puppet Show y The Monkey Whose Master Died han ejercido una profunda influencia en la literatura persa moderna. Chubak murió el 3 de julio de 1998 en Berkeley, California.

## Escritura
En sus obras, Chubak estudia las vidas de las personas oprimidas de la sociedad que son víctimas de iniquidades y fuerzas deterministas naturales. Empático a las penas y miserias de tales personas, ofrece una única solución, combatir la corrupción y la injusticia.
Su novela Tangsir detalla los actos valientes de los luchadores en Tangestan. Ha sido traducida en muchos idiomas. El escenario de esta historia es Davvas (también دواس) habitado principalmente por personas que emigran de otras partes de la provincia de Bushehr, incluido Tangestan. Irritado por la injusticia social, el protagonista, Zar Mohammad, toma la justicia en sus propias manos y lucha contra las iniquidades sociales. Zar Mohammad ha ganado una considerable suma de dinero y se embarca en el comercio, pero el gobernador lo quita su dinero. Amargamente desesperado por el retraso o la ausencia de justicia, toma un arma y mata a sus enemigos uno por uno. Después del asesinato, los aldeanos lo apodan Shir Mohammad (corazón de león, Mohammad). El tema de la justicia y la venganza llena todo el ambiente de la novela. Una vez que la ley es demasiado lenta para impartir justicia a los que la merecen, la anarquía prevalecerá con la consecuencia de que las personas decidirán su propio destino y ejercerán justicia a la luz de su propia definición del concepto. Después de largas pruebas, Shir Mohammad escapa al control de la ley. Chubak lamenta la injusticia social y la ignorancia ciega de los legisladores. La búsqueda de justicia se convierte en una misión mesiánica para el protagonista que llega a ser visto por otros aldeanos como un hombre que tiene la tarea de liberarlos de las manos tiránicas.
Después de la publicación de The Last Alms y The First Night of the Grave, Chubak escribió su novela The Patient Stone, que es una gran novela moderna en la literatura persa. Esta novela detalla los eventos en un vecindario. Una de los vecinos llamado 'Gowhar' se pierde y los personajes hablan de ella desde su propio punto de vista. Gowhar es la esposa de Hajj Ismail, el mercader. Dado que su hijo tiene una hemorragia nasal en el alyst, se la acusa de adulterio y es expulsada de su hogar. Ahora ella se gana la vida con un con diferentes hombres. La historia comienza con su pérdida y termina con el descubrimiento de su cuerpo entre las víctimas de Seif al-Qalam, el asesino de putas. Todos los personajes de la novela están infernalmente cautivados por sus deseos y poderes deterministas. Todos están expuestos a amenazas de muerte, violación y violencia. La influencia destructiva de las supersticiones es claramente discernible en sus vidas. La novela se divide en 26 secciones, cada sección narrada a través de la asociación libre. Gowhar está ausente en la novela, pero ella constituye la conversación principal de los personajes. Gowhar, que literalmente significa joya, puede tomarse como un símbolo de la joya perdida de la humanidad en la sociedad. Chubak representa un mundo muy brutal en el que las personas están extremadamente mortificadas y no pueden soportar la vista del otro.